# Powell Hill
Der Powell Hill ist ein abgerundeter und vereister Hügel in der antarktischen Ross Dependency. In der Nash Range ragt er 10 km westsüdwestlich des Mount Christmas oberhalb des Kopfendes des Algie-Gletschers auf.
Das Advisory Committee on Antarctic Names benannte ihn 1965 nach Lieutenant Commander James A. Powell von der United States Navy, Kommunikationsoffizier auf der McMurdo-Station während der Operation Deep Freeze der Jahre 1963 und 1964.